# Diecezja Vélez
Diecezja Vélez (łac. Dioecesis Velezana, hisz. Diócesis de Vélez) – rzymskokatolicka diecezja w Kolumbii. Biskup Vélez jest sufraganem arcybiskupa Bucaramanga.

Mapa diecezji

## Historia
14 maja 2003 papież Jan Paweł II bullą Ad satius providendum erygował diecezje Vélez. Dotychczas wierni z tych terenów należeli do diecezji Socorro y San Gil.

## Ordynariusze
- Luis Albeiro Cortés Rendón (2003-2015)
- Marco Antonio Merchán Ladino (2016-2023)